# Пуйшене, Антанина-Она Мечио
Антанина-Она Мечио Пуйшене — советский литовский хозяйственный деятель, Герой Социалистического Труда.

## Биография
Родилась в 1941 году в Кривасалье. Член КПСС с 1973 года.
В 1962—1991 — доярка экспериментального хозяйства «Станюнай» Прибалтийской зонально-опытной станции по птицеводству в Паневежском районе Литовской ССР.
Указом Президиума Верховного Совета СССР от 10 марта 1976 года присвоено звание Героя Социалистического Труда с вручением ордена Ленина и золотой медали «Серп и Молот».
Живёт в Литве.

## Награды и звания
- Герой Социалистического Труда (10.03.1976)
- Орден Ленина (10.03.1976)
- Орден Трудового Красного Знамени (08.04.1971)